# アレックス・ムラ
アレハンドロ・"アレックス"・ミゲル・ムラ・サンチェス（Alejandro Miguel "Álex" Mula Sánchez、1996年7月23日）は、スペイン・バルセロナ出身のサッカー選手。ヴィスワ・クラクフ所属。ポジションはFW。

## クラブ経歴
カタルーニャ州のバルセロナに生まれ、2011年にマラガCFのカンテラに入団した。2012-13シーズンにBチームデビューを果たすと、2017年8月26日、ラ・リーガのジローナFC戦にてトップチーム初出場を記録した。2018年1月31日、セグンダ・ディビシオンのCDテネリフェに2017-18シーズン終了までレンタル移籍をした。2月26日、CDルーゴとの試合にてプロ初ゴールをあげたが、1-3で敗戦した。
2018-19シーズン、テネリフェからマラガに復帰し、正式にマラガのトップチームへと昇格したものの、リーグ戦11試合の出場に終わり、2020年1月にはADアルコルコンへとレンタルに出された。
2020年8月23日、CFフエンラブラダに移籍し、4年契約を交わした。2022年2月2日、古巣であるアルコルコンへシーズン終了までレンタル移籍することが発表された。
2022年12月17日、ヴィスワ・クラクフとシーズン終了までの契約を結んだ。